# 엑스피니티 모바일 아레나
엑스피니티 모바일 아레나(영어: Xfinity Mobile Arena)는 미국 펜실베이니아주 필라델피아에 위치한 실내 경기장이다. NBA 필라델피아 세븐티식서스와 NHL 필라델피아 플라이어스의 홈 경기장으로 사용되고 있고 G 리그 델라웨어 블루코츠의 임시 홈 경기장으로 사용했으며, 오버워치 리그 2019 시즌 그랜드파이널이 이 경기장에서 개최되었다. 또한 1999년 3월 28일 WWF 레슬매니아 15가 개최되기도 했다.
| NBA 올스타전 개최 경기장 |                           |               |
| 2001년                   | 2002년 퍼스트 유니언 센터 | 2003년        |
| MCI 센터                 | 2002년 퍼스트 유니언 센터 | 필립스 아레나 |
|                          |                           |               |
|                          |                           |               |